# Усековање (филм)
Усековање је српски драмски филм из 2022. године. Премијерно је приказан 5. јула 2022. године на Филмском фестивалу у Сопоту.
Биоскопска дистрибуција филма је кренула 9. фебруара 2023. године. 

## Радња
У овом филму пратимо портрет једне породице и њене црне овце — најмлађег члана — Јована.
Судбина јунака се прати само у једном дану, у једном стану, за време славе Усековање главе Светог Јована Крститеља, где родитељи крију од Јована и гостију да се разводе.
Јован није њима остао дужан, јер и он нешто крије, а то је да се дрогира, и нада се да ће га ванземаљци избавити из безнадежног и бесмисленог постојања на земљи.
Постепеним развојем радње, кроз славску атмосферу и алкохол, као и појаву ненајављеног госта, долази до откривања многих породичних тајни и сукоба.

## Улоге
| Глумац                | Улога  |
| --------------------- | ------ |
| Павле Менсур          | Јован  |
| Бојан Жировић         | Бане   |
| Александра Балмазовић | Мила   |
| Александра Плескоњић  | Баба   |
| Момчило Пићурић       | Деда   |
| Марко Грабеж          | Душан  |
| Дубравка Ковјанић     | Нена   |
| Милица Јаневски       | Лела   |
| Анита Огњановић       | Ана    |
| Јована Гавриловић     | Ива    |
| Златан Видовић        | Милан  |
| Александар Ђурица     | Гаги   |
| Вахид Џанковић        | радник |